# Rocky Horror Picture Show
The Rocky Horror Picture Show er en britisk film fra 1975, bygget over Richard O'Briens teatermusical The Rocky Horror Show, en kærlig parodi på en lang række klassiske science fiction- og horrorfilm.
Mange af filmens medvirkende gentager i filmen de roller, de havde spillet på teatret, deriblandt Tim Curry som transvestitten Dr. Frank-N-Further, der a la Frankenstein skaber et kunstigt menneske i sit laboratorium, og Richard O'Brien som hans pukkelryggede butler Riff Raff. Dog var Susan Sarandon og Barry Bostwick nye i ensemblet som det "normale" par Janet og Brad, og ligeså Charles Gray som fortælleren The Criminologist.
The Rocky Horror Picture Show har opnået status som den ultimative kultfilm, berømt for sit meget aktive stampublikum, der møder op klædt ud som filmens personer, deltager højlydt i filmens dialog og benytter medbragte remedier såsom vandpistoler, konfetti og spillekort.
En årrække kunne man opleve dette fænomen i biografen Klaptræet på Kultorvet i København – en tradition, som
Husets Biograf (Huset i Magstræde) har genoptaget siden i december 2011 med månedlige forestillnger. En enkelt gang om året – i marts – kan arrangementet også opleves i den lille lokalbiograf Humle Bio i Humlebæk nord for København.
Filmen fik en fortsættelse, Shock Treatment (1981), som dog ikke blev nogen succes.

## Medvirkende
| Skuespiller                               | Rolle                | Rollebeskrivelse                | Sangstemme        |
| ----------------------------------------- | -------------------- | ------------------------------- | ----------------- |
| Tim Curry                                 | dr. Frank N. Furter  | En videnskabsmand               | Baryton           |
| Susan Sarandon                            | Janet Weiss          | En heltinde                     | (Mezzosopran).    |
| Barry Bostwick                            | Brad Majors          | En helt                         | Tenor             |
| Richard O'Brien                           | Riff Raff            | Butler                          | Kontratenor       |
| Patricia Quinn                            | Magenta              |                                 | kontraalt         |
| Nell Campbell (krediteret som Lille Nell) | Columbia             | En groupie                      | Sopran            |
| Jonathan Adams                            | Dr. Everett V. Scott | En rivaliserende videnskabsmand | bas               |
| Peter Hinwood                             | Rocky Horror         | En skabelse                     | Tenor/Kontratenor |
| Charles Gray                              | Kriminolog           | En ekspert                      |                   |
| Meat Loaf (krediteret som Meatloaf)       | Eddie                | En ex levering dreng            | Tenor/Kontratenor |